# 赤井勝連
赤井 勝連（あかい かつつら）は、戦国時代から安土桃山時代にかけての武士。

## 経歴
赤井照景の子で、下野宇都宮城主宇都宮広綱に仕えた。勇猛を愛でられ厚遇されたが、のちに自害したと伝わる。